# Lotto24
 For alternative betydninger, se Lotto (flertydig). (Se også artikler, som begynder med Lotto)
Lotto24 ApS er et firma, der siden 1999 har udbudt reklamefinansieret lotto. Grundlæggerne startede senere sammen teleselskabet M1 A/S. 
Lotto24 har siden 2010 været ejet og drevet af Plusservice ApS (Holding). 

## Konceptet
Lottokonceptet er det velkendte, hvor man vælger en talkombination som vilkårligt bliver udtrukket. De gratis lottospil finansieres igennem reklameindtægter, som blandt andet indsamles ved reklamer og spillerne accepterer at modtage reklamemails. Afhængig af spiltypen kan der vindes pengepræmier eller ting.

## Retsstridighed med Danske Spil
Det statslige selskab Danske Spil (dengang Dansk Tipstjeneste) lagde i 2001 sag an mod Lotto24 fordi firmaet fik registreret navnet som figurvaremærke. Danske Spil vandt sagen i Ankenævnet for Patenter og Varemærker. Lotto24 ankede afgørelsen og i 2010 fastslog Højesteret, at Danske Spil ikke har eneret på at bruge ordet lotto.